# John Wyman
John Wyman (* 20. Juli 1944 im Vereinigten Königreich) ist ein britischer Schauspieler, der vor allem durch die Rolle des Bösewichts Erich Kriegler im James-Bond-Film In tödlicher Mission bekannt wurde. Wymans Filmkarriere wurde durch sein Auftreten bei James Bond nicht angekurbelt, eher im Gegenteil: Seit 1981 war er kaum mehr auf der Leinwand zu sehen. Wyman trat danach nur noch hauptsächlich in TV-Filmen auf.

## Filmografie
- 1972: Doomwatch
- 1973: Die Onedin-Linie (The Onedin Line)
- 1975: The Venturers
- 1976: Die Mädchen aus dem Weltraum (Star Maidens)
- 1977: Equus – Blinde Pferde (Equus)
- 1978: Inspector Clouseau – Der irre Flic mit dem heißen Blick (Revenge of the Pink Panther)
- 1978: Benny, der Pechvogel (Adventures of a Plumber's Mate)
- 1979: Im Banne des Kalifen (Arabian Adventure)
- 1981: James Bond 007 – In tödlicher Mission (For Your Eyes Only)
- 1981: Die unglaublichen Geschichten von Roald Dahl (Tales of the Unexpected)
- 1981: Blake’s 7 (1 Episode)
- 1982: Tuxedo Warrior
- 1983: The Fourth Arm
- 1984: Hart aber herzlich (Hart to Hart, Fernsehserie, Folge: "Mord auf Rhodos")
- 1984: Death Dig
- 1989: Arctic Warriors
- 1991: Firestar: First Contact
- 1995: Jade